# 1º Maio Futebol Clube Sarilhense
Le 1º de Maio Futebol Clube Sarilhense est un club de football portugais basé à Sarilhos Pequenos.
Le club a évolué en deuxième division lors de la saison 1978-1979 (Poule Sud).

## Historique
- 1918 : Fondation du club sous le nom du 1º de Maio Futebol Clube Sarilhense
- 1978 : Le club monte en deuxième division. Avec un total de 9 victoires, 6 matchs nuls, 15 défaites et 24 points en championnat, il redescend en troisième division à l'issue de la saison.